# Shin'ichirō Tani
Shin'ichirō Tani (谷 真一郎?, Tani Shin'ichirō; Aichi, 13 novembre 1968) è un ex calciatore giapponese, di ruolo attaccante.

## Carriera

### Club
Durante tutta la sua carriera ha giocato con il Kashiwa Reysol.

### Nazionale
Conta una presenza con la Nazionale giapponese.